# بيتر ديلاني
بيتر ديلاني (بالإنجليزية: Peter Delaney)‏ هو مجدف نيوزيلندي، ولد في 9 سبتمبر 1941 في ويلينغتون في نيوزيلندا.

## وصلات خارجية
- بيتر ديلاني على موقع الاتحاد الدولي للتجديف (الإنجليزية)
- بيتر ديلاني على موقع اللجنة الأولمبية الدولية (الإنجليزية)
- بيتر ديلاني على موقع أوليمبيديا (الإنجليزية)